# سفارة تونس في ألمانيا
سفارة تونس في ألمانيا هي أرفع تمثيل دبلوماسي لدولة تونس لدى ألمانيا. تقع السفارة في بون وهي تهدف لتعزيز المصالح التونسية في ألمانيا.

## السفراء
سفراء تونس لدى ألمانيا هم على التوالي:
| الاسم         | تاريخ التعيين  | م     |
| ------------- | -------------- | ----- |
| حنان التاجوري | 12 سبتمبر 2020 | [ 4 ] |

## وصلات خارجية
- قائمة سفارات تونس
- قائمة السفارات في ألمانيا